# Александровка (Калманський район)
Алекса́ндровка (рос. Александровка) — селище у складі Калманського району Алтайського краю, Росія. Входить до складу Новоромановської сільської ради.

## Населення
Населення — 161 особа (2010; 201 у 2002).
Національний склад (станом на 2002 рік):
- росіяни — 82 %